# Hang-On
Hang-On (ハングオン, Hangu On) és un videojoc de màquina recreativa dissenyat per Yu Suzuki i llançat per Sega el 1985. En el joc, el jugador controla una motocicleta contrarellotge i altres motocicletes controlades per l'ordinador. Va ser un dels primers jocs d'arcade a utilitzar gràfics de 16 bits i la tecnologia "Super Scaler" de Sega que permetia sprite-scaling pseudo-3D a altes velocitats de quadre. També va introduir un gabinet d'arcade controlat per moviment, on el moviment del cos del jugador en un gabinet gran en forma de moto es correspon amb els moviments del personatge en la pantalla, inspirant els jocs d'arcade que van seguir i anticipant la tendència moderna del control de moviment.
El joc també estava integrat en algunes versions de la Sega Master System. El títol es deriva de quan el motociclista està girant i ha de "agarrar-se" a la motocicleta mentre està inclinada, la qual cosa Suzuki havia llegit en una revista japonesa de motos, encara que Suzuki va saber més tard que la tècnica es deia "penjar" a l'Amèrica del Nord. No obstant això, va triar mantenir el nom anterior. En una entrevista en 1995, Suzuki va dir que sentia que Hang-On era el seu joc més impressionant al moment del llançament. La versió del Master System també ve en dos cartutxos de compilació diferents, un amb Astro Warrior i un altre amb Safari Hunt.

## Jugabilitat
Utilitzant una perspectiva darrere de la motocicleta, el jugador corre per una pista lineal dividida en diverses etapes dins d'un temps limitat. Aconseguir un punt de control al final de cada etapa amplia el límit de temps. El joc acaba si s'acaba el temps o acaba la carrera. El joc d'arcade conté tanques publicitàries en el joc de Bridgestone (i els seus pneumàtics Desert Dueler), Shell, Garelli Motorcycles, TAG, cigarrets John Player Special, cigarrets Forum i per "Marbor", una paròdia òbvia dels cigarrets Marlboro. El volant d'arcade presenta una motocicleta en colors Marlboro, que havia patrocinat el Yamaha YZR500 durant els campionats mundials a mitjan i finals dels 80.

## Placa arcade
Hi havia tres dissenys de gabinet arcade, la màquina vertical habitual solament amb un manillar i palanques de fre (en lloc d'un joystick i botons), la màquina vertical amb l'addició d'un seient i una tercera versió que semblava més o menys com una motocicleta real. Per controlar el joc, el jugador s'havia d'inclinar per inclinar la motocicleta, que després dirigia la motocicleta del joc.

## Ports i continuacions
Una seqüela exclusiva de SG-1000, Hang-On II, va ser llançada el 1985, encara que va ser essencialment un port del joc original modificat per funcionar dins de les limitacions del maquinari de la consola. El 1987, li va seguir una seqüela Super Hang-On per a arcade, i més tard per a una gamma de plataformes que incloïa Sega Mega Drive, ZX Spectrum, Commodore 64, Amstrad CPC, Commodore Amiga i Atari ST. Una seqüela basada en polígons, desenvolupada per Genki, va ser llançada per a Sega Saturn, anomenada Hang-On GP '95 (Japó), Hang-On GP (EUA) I Hang-On GP '96 (Europa).
A Power Drift, la motocicleta és un vehicle ocult i solament es pot accedir en acabar en primer lloc per a les cinc pistes en els cursos A, C i I. Solament es pot jugar en l'escenari extra.
A Sonic Riders, tant el Gear "Hang-On" com el Gear "Super Hang-On" es poden comprar a la botiga, amb cadascun reproduint la seva música respectiva mentre competeixes. Sonic Riders: Zero Gravity té aquest equip com desbloquejable (en la forma del gabinet d'arcade assegut); no obstant això, recol·lectar 100 anells i pressionar un botó durant una carrera canvia l'engranatge (i la música principal) al gabinet arcade assegut de la seqüela i "Outride a Crisis" d'aquest joc. A Sonic Free Riders, tant el Gear "Hang-On" com el Gear "Super Hang-On" es poden comprar a la botiga, com en els Sonic Riders originals.
Shenmue i Shenmue II compten amb Hang-On com a mini-joc, així com la possibilitat de guanyar versions de joguina en miniatura de les motos de les màquines de gashapon. La versió Xbox de Shenmue II es pot jugar a la Xbox 360, però es bloqueja en intentar jugar "Hang-On". A Sonic & All-Stars Racing Transformed, Ryo maneja un gabinet arcade de Hang-On assegut durant porcions d'una carrera basades en aigua.
Al Daytona USA, si s'ingressa "H.O" en la taula de puntuacions altes, es reproduirà un clip del tema principal de Hang-On.